# 維爾茨勞工圖書館
維爾茨勞工圖書館（Wirtz Labor Library）是美國勞工部轄屬的圖書館，位在華盛頓特區的弗朗西絲·珀金斯大廈，提供一般大眾、勞工部員工和員工眷屬查閱過去和現在的勞工歷史、政策和現有資源。維爾茨勞工圖書館成立於1917年，由當時的兒童局圖書館和勞工統計局圖書館合併而來。目前館藏主要著重於勞工在歷史上的角色、工會發展史、勞工運動對國家和國際的影響等，可藉由在線目錄查詢1975年以後的文獻，1975年以前僅有部份指定文獻可供線上查閱。

## 概況
維爾茨勞工圖書館設立於2000年3月28日，為紀念前美國勞工部長威拉德·維爾茨（Willard Wirtz）與其夫人珍妮·維爾茨（Jane Wirtz）而成立。它是一座聯邦託管圖書館，曾被白宮千禧年理事會指定為千禧年圖書館，以肯定它在史料保存上的地位，也曾在2009年獲得約翰·塞森斯紀念獎。

## 館藏
目前維爾茨勞工圖書館共收藏181,000項文物，包括詹姆斯·泰勒（James Taylor）的勞工史全集、工會系列史料、新聞照片收集與30,000冊的勞動法文獻。

## 外部連結
- 維爾茨勞工圖書館官方網站 （英文）